# Juan Codelia
Juan José Codelia Díaz (Santiago de Chile, 8 de marzo de 1937-Estocolmo, Suecia, 5 de abril de 2007), fue un contador auditor y político chileno, quien ejerció como intendente de la provincia de Colchagua entre 1970 y 1972.

## Primeros años de vida
Fue hijo adoptivo de Germán Codelia y de Rosa Díaz. Estudió en el Liceo Valentín Letelier de Santiago y en la Pontificia Universidad Católica de Chile, estudiando economía, carrera que no concluyó. Posteriormente, ingresa al Instituto Superior de Comercio, titulándose de contador.
Estuvo casado con María Mónica Silva Riesco, con quien tuvo dos hijas, María Mónica y María Luz.

## Vida pública
Trabajó como encargado de costos en Fabrilana S.A. Durante el gobierno de Eduardo Frei Montalva, fue contador general de la Corporación de la Reforma Agraria. Fue consejero regional de la Central Única de Trabajadores y vicepresidente de la organización gremial de empleados de la CORA.
Fue militante del Partido Demócrata Cristiano, posteriormente entró al Movimiento de Acción Popular Unitaria (MAPU). El 16 de noviembre de 1970, fue designado por el expresidente Salvador Allende Gossens como intendente de la provincia de Colchagua, renunciando el 20 de noviembre de 1972, para postularse como candidato a diputado por la antigua provincia de Colchagua en 1973, no resultando electo.

## Historial electoral

### Elecciones parlamentarias de 1973
- Elecciones parlamentarias de 1973 para la 10ª Agrupación Departamental, San Fernando y Santa Cruz.[2]

| Candidato                                 | Partido                    | Votos  | %       | Resultado |
| ----------------------------------------- | -------------------------- | ------ | ------- | --------- |
| A. Confederación de la Democracia         |                            |        |         |           |
| Fernando Maturana Erbetta                 | PN                         | 6800   | 10,75 % |           |
| Maximiano Errázuriz                       | PN                         | 11 891 | 18,80 % | Diputado  |
| Fernando Cancino Téllez                   | PDC                        | 7340   | 11,61 % |           |
| Raúl Herrera Herrera                      | PDC                        | 9610   | 15,20 % | Diputado  |
| Votos de Lista                            | CODE                       | 280    | 0,44 %  |           |
| B. Unidad Popular                         |                            |        |         |           |
| Juan Codelia Díaz                         | MAPU                       | 4152   | 6,56 %  |           |
| Silvia Costa Espinoza                     | PCCh                       | 5735   | 9,07 %  | Diputada  |
| Héctor Ríos Ríos                          | PR                         | 3661   | 5,79 %  |           |
| Joel Marambio Páez                        | PS                         | 13 264 | 20,97 % | Diputado  |
| Votos de Lista                            | UP                         | 306    | 0,48 %  |           |
| C. Unión Socialista Popular               |                            |        |         |           |
| Miguel Lorca Zamorano                     | USOPO                      | 201    | 0,32 %  |           |
| Votos válidamente emitidos                | Votos válidamente emitidos | 63 240 | 98,86 % |           |
| Votos nulos                               | Votos nulos                | 534    | 0,83 %  |           |
| Votos en blanco                           | Votos en blanco            | 196    | 0,31 %  |           |
| Total de votos emitidos                   | Total de votos emitidos    | 63 970 | 100 %   |           |
| Fuente: Dirección del Registro Electoral. |                            |        |         |           |